# Autohaus Assenheimer (Heilbronn)

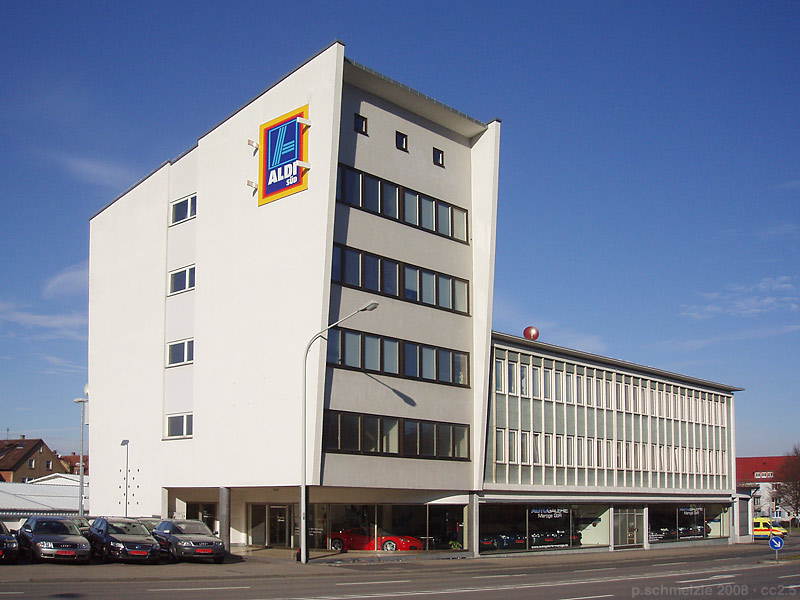
Assenheimer-Gebäude (2008)

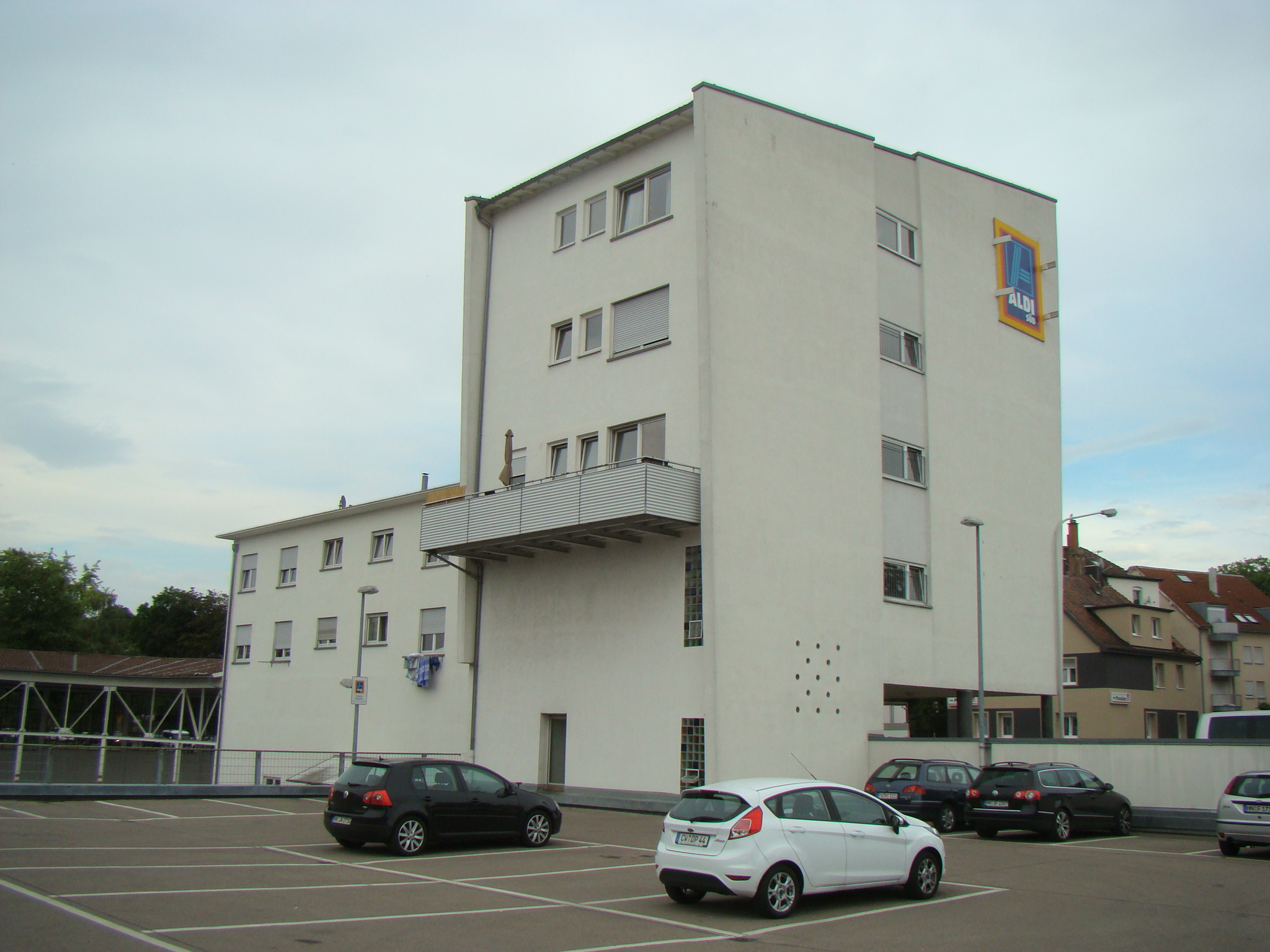
Rückwärtige Ansicht (2015)

Das Autohaus Assenheimer ist das ehemalige Geschäftsgebäude eines Autohauses an der Stuttgarter Straße 2 in Heilbronn. Das 1961 bezogene Gebäude steht als Kulturdenkmal unter Denkmalschutz.

## Geschichte

### Vorgeschichte des Unternehmens
Das Unternehmen wurde 1911 von Emil Assenheimer (1884–1951) als Automobil-Reparatur- und Handelsgeschäft gegründet. Die Werkstatt des Unternehmens befand sich in der Badstraße 34 in Heilbronn, wo mehrere Gewerbetreibende Räume auf dem Gelände des Kaufmanns Gustav Kiess gemietet hatten. Assenheimer handelte mit Fahrzeugen von Benz und Nagant. Im Ersten Weltkrieg ruhte das Unternehmen, da Assenheimer und seine drei Gesellen zum Kriegsdienst eingezogen wurden. Ab 1919 nahm man die Geschäftstätigkeit wieder auf. 1922 handelte man zusätzlich mit PKW der Marke Steiger. 1925 zog das Unternehmen in die Weststraße 51 und 1926 schließlich in ein größeres Areal mit neuem Wohnhaus und neuen Werkstätten in der Mozartstraße 4–6. 
Nach der Fusion von Daimler-Benz 1926 wurde Assenheimer Alleinvertreter der Marke Mercedes-Benz innerhalb eines Gebiets, das dem heutigen Landkreis Heilbronn und der Gegend um Öhringen entspricht. 1932 hatte das Unternehmen 12 Beschäftigte.
Zum NS-Regime hatte das Unternehmen ein gespaltenes Verhältnis. Juniorchef Walter Assenheimer (1913–1991), der sich auch als Rennfahrer betätigte, war 1933 Mitglied der NSDAP und der Motor-SA und war an den Ausschreitungen gegen den Heilbronner Bürgermeister Emil Beutinger beteiligt, wurde aber Ende 1933 aus der Motor-SA ausgeschlossen. Seniorchef Emil Assenheimer trat ebenfalls 1933 in die NSDAP ein und stand teils in der Gunst, teils in der Missgunst von Kreisleiter Richard Drauz. Ungeachtet parteilicher Verwicklungen profitierte das Unternehmen jedoch von der allgemeinen Motorisierung in den 1930er Jahren und konnte die Belegschaft bis 1939 auf 20 Mitarbeiter steigern. Nach Beginn des Zweiten Weltkriegs wurde das Autohaus zur Militärwerkstatt, in der Instandsetzungsarbeiten für die Wehrmacht ausgeführt wurden. Mit 35 Mitarbeitern (darunter Zwangsarbeiter aus Frankreich und den Niederlanden) war das Unternehmen 1941 die größte Vertretung von Mercedes-Benz in Württemberg.
Bei einem Luftangriff am 10. September 1944 wurden die Gebäude in der Mozartstraße schwer beschädigt. Das Unternehmen erhielt umgehend eine finanzielle Unterstützung, um den Reparaturbetrieb fortzuführen. Beim Luftangriff vom 4. Dezember 1944 wurden die instandgesetzten Gebäude weitgehend zerstört. Die Rüstungswirtschaft sorgte erneut für einen behelfsmäßigen Wiederaufbau, doch ein dritter Luftangriff am 1. März 1945 zerstörte die Werkstätten erneut. 
Nach Kriegsende kam das Geschäft nur langsam wieder in Gang. Senior- und Juniorchef hatten wegen laufender Entnazifizierungsverfahren vorübergehend keine Weisungshoheit, und ohnehin stand zunächst der Wiederaufbau der zerstörten Gebäude im Vordergrund. Erst nach der Währungsreform 1948 kam das Unternehmen wieder in Fahrt. Im Dezember 1948 eröffnete man eine Tankstelle in der Mozartstraße. Anfang 1951 wurde eine neue große Halle fertig gestellt und wenig später wurden auch die restlichen Flächen an der Mozartstraße überbaut. Inmitten dieses Aufschwungs verstarb Gründer Emil Assenheimer. Sohn Walter führte die Geschäfte fort und handelte künftig nur noch mit Daimler-Fahrzeugen.
Das Wirtschaftswunder ließ das Unternehmen florieren. 1953 bezog das PKW-Geschäft neue Räume in der Unteren Neckarstraße, während in der Mozartstraße das LKW-Geschäft und der Verkauf von Gebrauchtwagen verblieben. 

### Neubau in der Stuttgarter Straße
1955 hatte das Unternehmen 80 Mitarbeiter und erneuten Platzmangel. In jenem Jahr begannen Verhandlungen mit Privatpersonen und Behörden zum Erwerb eines großen Gewerbegrundstücks an einer der Verkehrsachsen der Stadt. 1959 erwarb Assenheimer mehrere nebeneinander liegende Grundstücke an der Stuttgarter Straße. Das 7500 m² große Gelände stellte Herausforderungen an die Planung: es befand sich in Hanglage und war von drei Seiten von einem anderen Grundstück umschlossen, das man nicht hatte erwerben können.
Der Heilbronner Architekt Julius Hoffmann plante ein Ensemble aus fünfstöckigem Bürogebäude mit Ausstellungsräumen, PKW-Reparaturhalle mit 36 Standplätzen und 10 Reparaturgruben, LKW-Halle mit 24 Standplätzen, Teilewaschraum, Reparaturannahme, Meisterbüros sowie Ersatzteillager. Die Grundfläche aller Gebäude betrug 6400 m². Die Hanglage nutzte Hoffmann zur Anlage eines 1100 m² großen Tiefhofs, unter dessen Hoffläche er Tankkapazitäten von 500.000 Litern unterbrachte.
Der erste Spatenstich erfolgte am 17. Februar 1960, das Richtfest wurde im November 1960 gefeiert und im Oktober 1961 bezogen knapp 100 Mitarbeiter den neuen Geschäftskomplex. Besonders innovativ war ein von Walter Assenheimer entwickeltes Fließband-Taktverfahren beim Kundendienst, bei dem die Fahrzeuge ähnlich ihrer Herstellung auf einem Fließband gewartet wurden. Die Tankstelle des Autohauses war mit vier Benzin- und zwei Dieselzapfsäulen für die damaligen Verhältnisse groß dimensioniert. Weil die Tankstelle an die italienische Agip verpachtet war, richtete Assenheimer zusätzlich noch eine Espresso-Bar ein, in der die Kunden italienisches Flair genießen konnten, bis der Tankwart seine Arbeiten verrichtet hatte. Auch um die Mitarbeiter bemühte man sich mit vorbildlichen sozialen Einrichtungen, da es Ende der 1950er Jahre einen gravierenden Arbeitskräftemangel gab. Assenheimer umwarb seine Mitarbeiter mit einer Kantine, zwei Aufenthaltsräumen, einem Unterrichtsraum sowie einigen Dienstwohnungen.
Der Standort an der Stuttgarter Straße genügte für ungefähr ein Jahrzehnt für den gesamten Betrieb des Unternehmens. In den 1960er Jahren wurden im Unternehmen täglich rund 60 Reparaturen erledigt und drei Autos verkauft.

### Auszug des Autohauses
Von 1969 bis 1974 entstand an der Abfahrt Obereisesheim der A6 Heilbronn-Mannheim ein großer neuer LKW-Reparaturbetrieb, so dass ab 1974 nur noch das PKW-Geschäft in der Stuttgarter Straße verblieb. Der neue LKW-Betrieb hatte in den ersten zehn Jahren einen jährlichen Durchlauf von rund 10.000 Fahrzeugen zu Untersuchungen und Reparaturen. Mitte der 1980er Jahre waren dann auch die Werkstatttechnik und die Präsentationsräume für PKWs in der Stuttgarter Straße in die Jahre gekommen. Das Unternehmen entschied sich dafür, ein neues Autohaus in der Südstraße zu errichten, wo man 1985 Grundstücke erwarb und ab September 1987 baute. 
Den Gebäudekomplex in der Stuttgarter Straße erwarb 1987 das Handelsunternehmen Aldi, das darin nach Assenheimers Auszug 1989 eine Filiale einrichtete. Inzwischen denkmalgeschützt, wurden die Gebäude im Jahr 2000 umfassend saniert.

## Beschreibung
Das Hauptgebäude besteht aus einem fünfgeschossigen Büroturm und einem seitlich angebauten dreigeschossigen Anbau. Die Seitenwände des Büroturms sind schräg nach vorne gezogen. Der markante Büroturm dominiert das Straßenbild der Stuttgarter Straße beim Silcherplatz und wirkt somit als Wahrzeichen.